# Nationales Palastmuseum

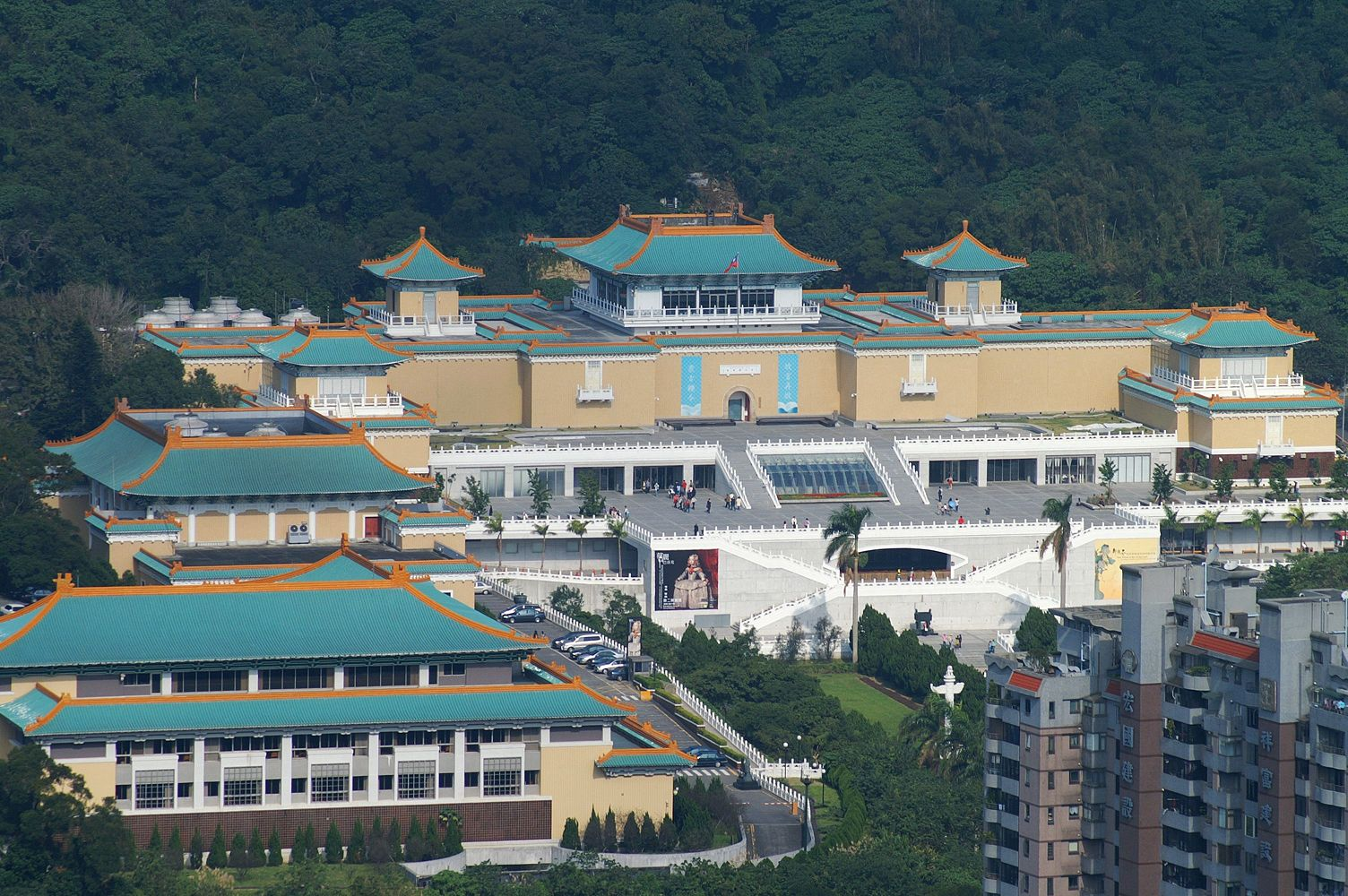
Nationales Palastmuseum

Das Nationale Palastmuseum (chinesisch 國立故宮博物院 / 国立故宫博物院, Pinyin Gúolì Gùgōng Bówùyùan, englisch National Palace Museum) ist eine Kunstgalerie und Museum in Taipeh, Taiwan.

## Exponate
Das 1925 in Peking gegründete Museum beherbergt die weltweit größte Sammlung chinesischer Kunstwerke von unschätzbarem Wert, die die 8.000-jährige Geschichte Kontinentalostasiens umspannt. Die meisten der 697.490 Objekte waren ursprünglich Teil der kaiserlichen Kunstsammlung, welche von Qing-Kaiser Qianlong zusammengetragen wurde. Die Exponate stammten aus der Verbotenen Stadt und wurden durch Chiang Kai-shek nach Taiwan gebracht, als dieser im Jahr 1949 vom Festland floh.  Nur die besten Stücke aus der kaiserlichen Sammlung werden hier bewahrt. Selbst so ist dieser Schatz noch bei weitem zu umfangreich, um auf einmal ausgestellt werden zu können. Viele der besonders geschätzten Stücke werden permanent gezeigt. Der Großteil der Sammlung von Jade, Porzellanwaren, Gemälden und Bronzen wird jedoch regelmäßig ausgetauscht.
Zu den bekanntesten Stücken aus der Sammlung des Palastmuseums zählen der Jadekohl (《翠玉白菜》,  Cuìyù Báicài) und der Fleischstein (《肉形石》,  Ròuxíngshí), beides detailgetreue Darstellungen von Nahrungsmitteln,
sowie die Vier Afghanischen Rosse die der italienische Hofmaler Giuseppe Castiglione 1763 für den chinesischen Kaiser Qianlong schuf.

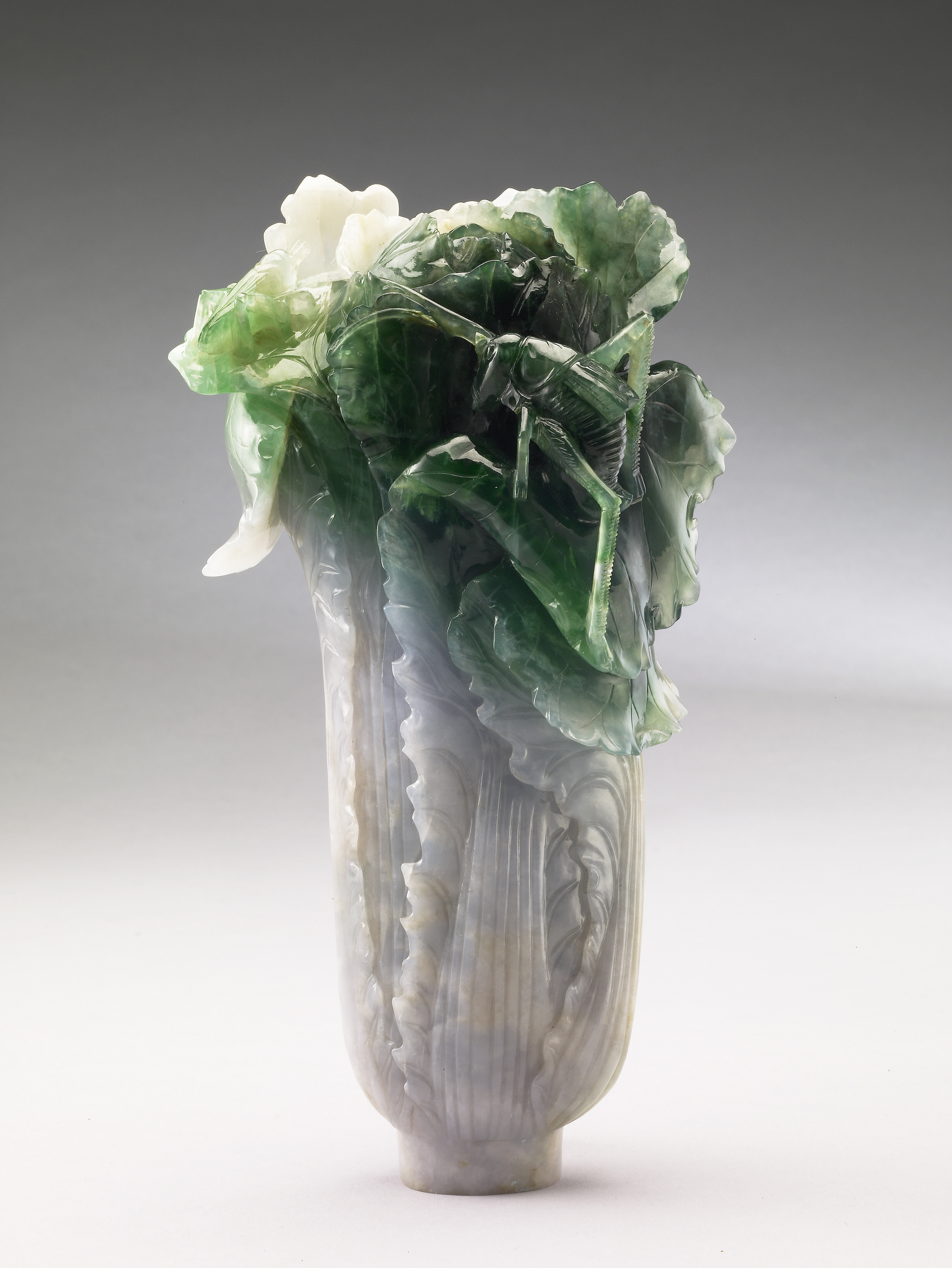
Jadekohl
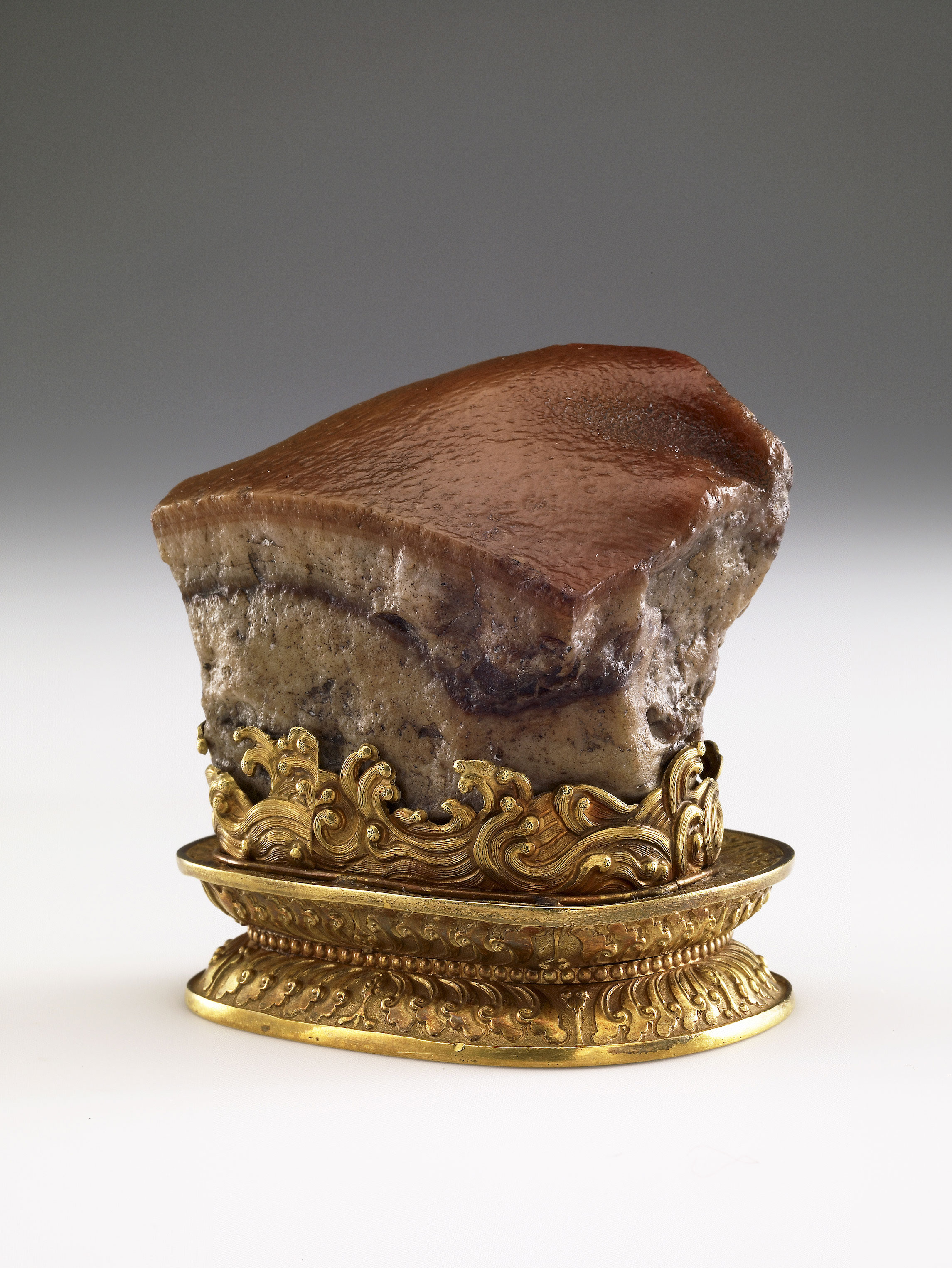
Fleischstein
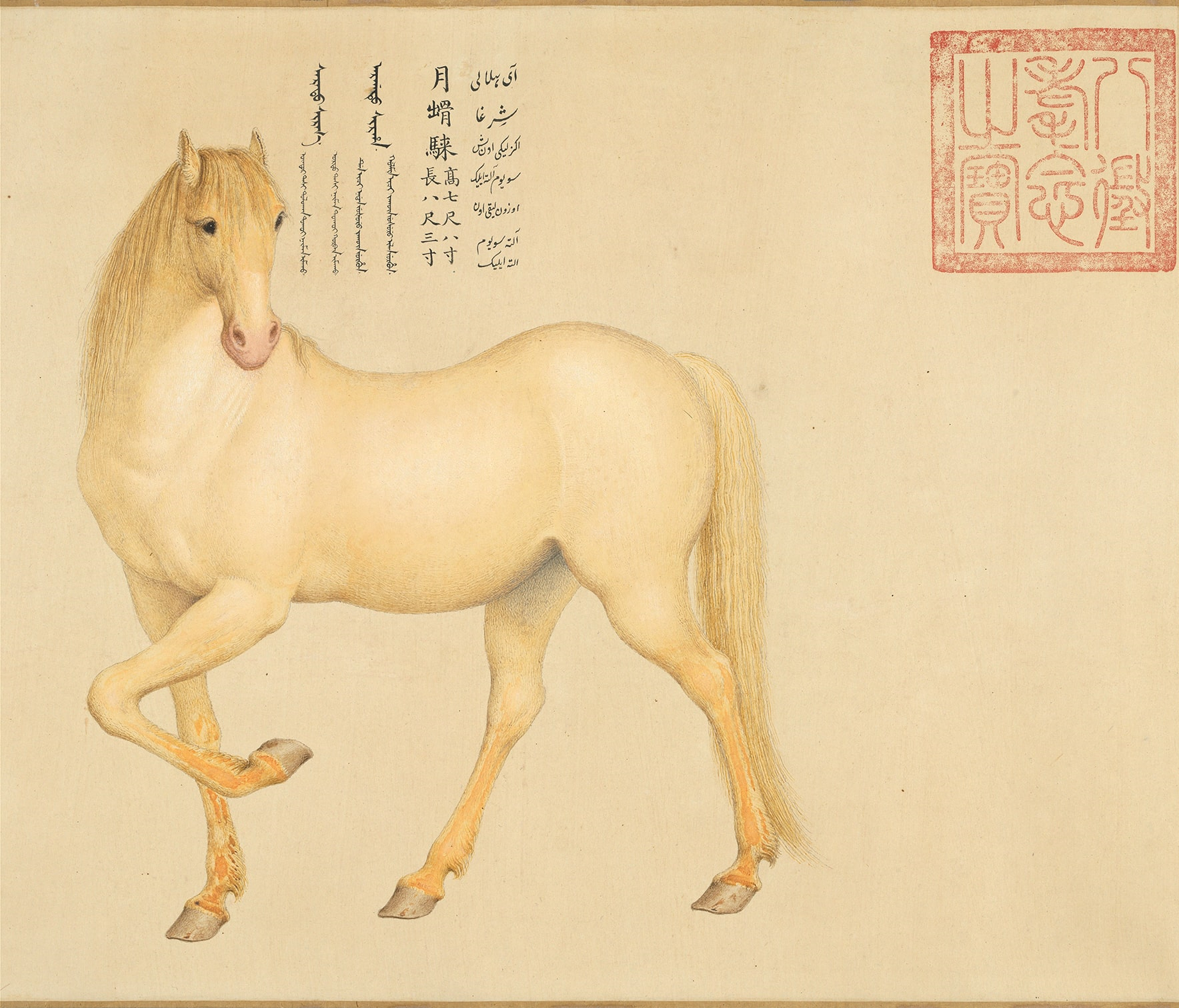
Eines der Vier Afghanischen Rosse

## Weitere Palastmuseen

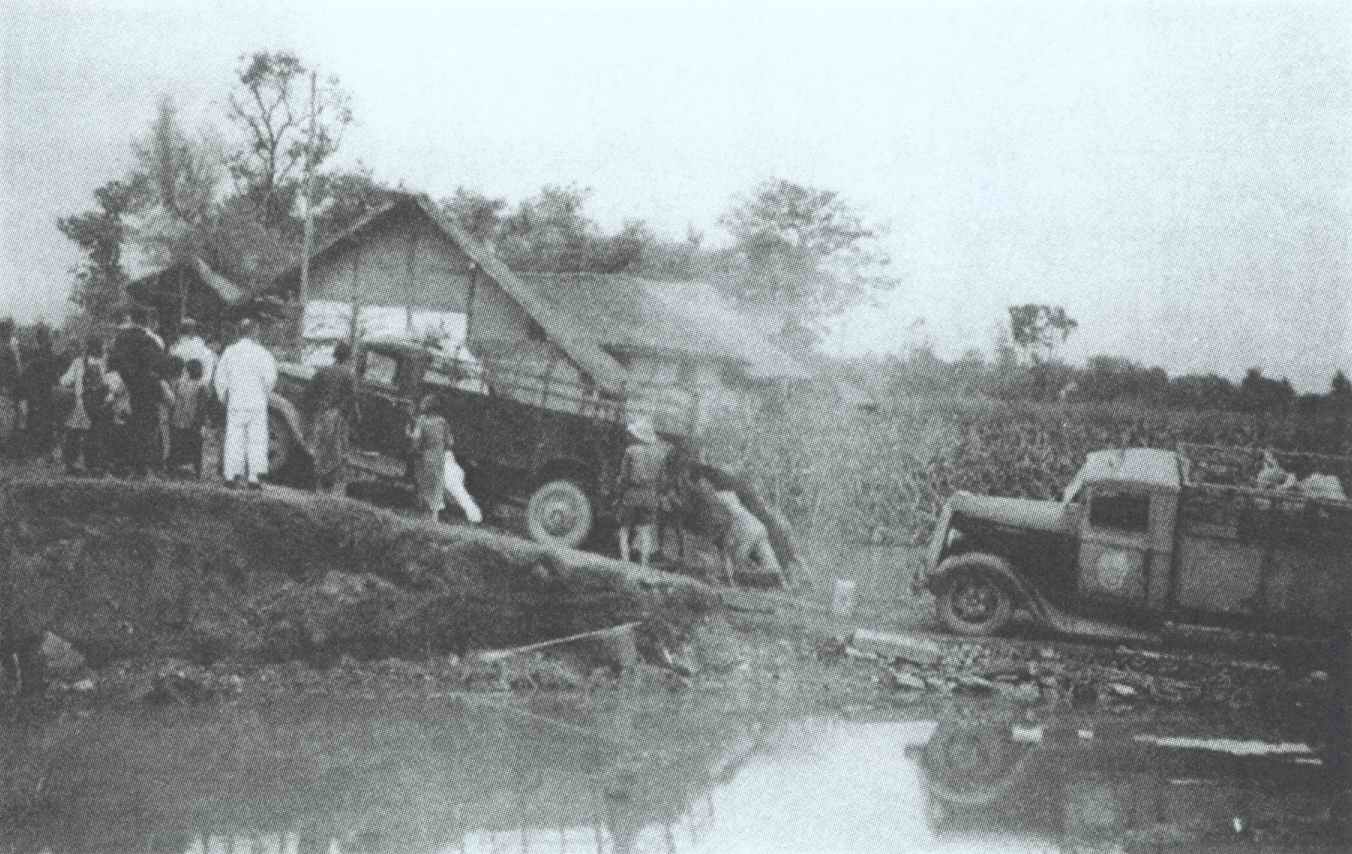
Abtransport der Kunstschätze auf der Flucht vor japanischen Truppen

Trotz der Namensähnlichkeit sollte man es nicht mit dem Palastmuseum in der Verbotenen Stadt in Peking, Volksrepublik China bzw. dem neuen Hongkong Palastmuseum in der Sonderverwaltungszone verwechseln. Die Trennung der beiden Museen in Taipeh und Peking ist das Resultat des chinesischen Bürgerkriegs von 1927 bis 1949.

## Besonderheiten
Das Museum ist das einzige Museum Taiwans, dessen Direktor durch den Premierminister ernannt wird und  direkt der Zentralregierung untersteht.
Es zieht jährlich Millionen von Besuchern an. Im Jahr 2016 betrug die Besucherzahl 6.142.892.
Aufgrund der besonderen Situation musste die Bundesrepublik Deutschland extra ein Gesetz verabschieden, das die Rückgabe von Kunstgegenständen an ein Land für den Fall ausschließt, dass sich diese Kunstgegenstände im Besitz eines Drittlandes befinden. Der Schritt wurde erforderlich, als 2003/2004 in Berlin und Bonn die Ausstellung Schätze der Himmelssöhne mit Kunstgegenständen aus dem Palastmuseum in Taipeh gastierte. Damals wurden Forderungen der Volksrepublik China auf Rückgabe der Exponate befürchtet. Aufgrund der Herkunft der Ausstellungsstücke aus der Verbotenen Stadt betrachtet die Volksrepublik China die Exponate weiterhin als ihr Eigentum.
Am 13. November 2018 wurden Überlegungen bekannt, nach denen das Palastmuseum ab Ende 2020 für drei Jahre geschlossen werden soll, um Renovierungsarbeiten durchführen zu können.